# Rameaus Neffe

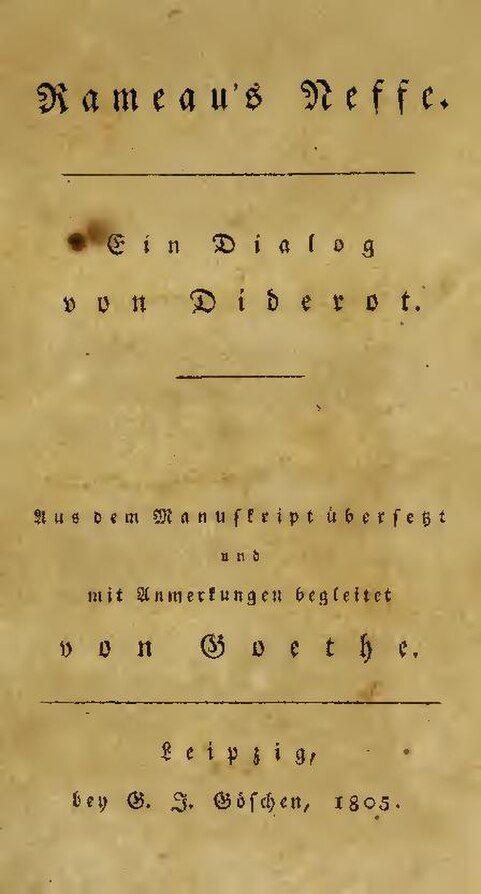
Rameau's Neffe. Aus dem Manuskript übersetzt von Goethe. Leipzig 1805

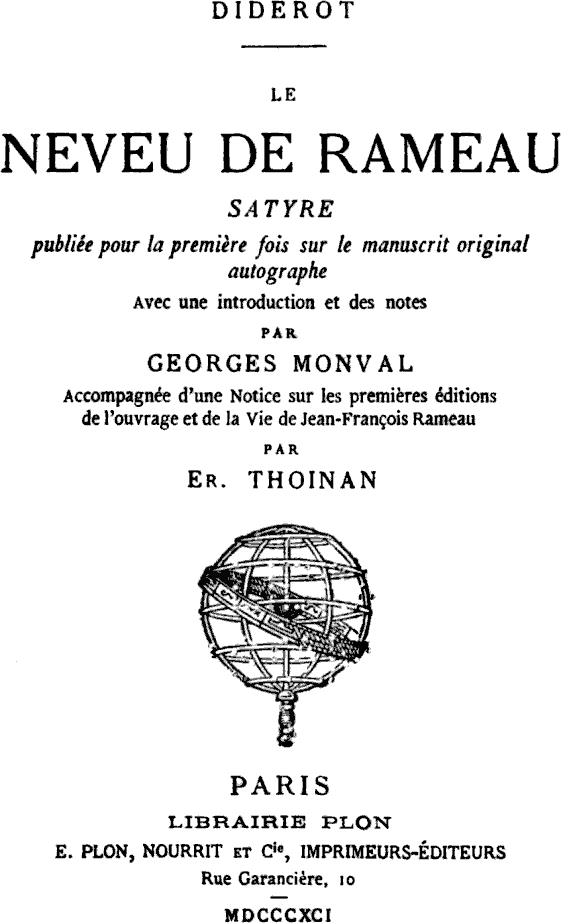
Le Neveu de Rameau. Erstveröffentlichung nach dem eigenhändigen Originalmanuskript - 1891

Rameaus Neffe (französischer Originaltitel Le Neveu de Rameau) ist ein philosophischer Dialog von Denis Diderot. Diderot arbeitete von 1761 bis 1774 an dem Werk und starb 1784, ohne dass es veröffentlicht worden wäre. Erstmals erschien es 1805 in einer deutschen Übersetzung von Johann Wolfgang von Goethe nach einem Manuskript, das seither verschwunden ist. Für die Erstveröffentlichung in Frankreich wurde daher 1821 eine Rückübertragung des Goethetexts ins Französische angefertigt. Erst 1890 fand sich in Paris in einem Konvolut von Diderotschriften ein eigenhändiges Manuskript des „Neveu de Rameau“, das dann im folgenden Jahr als Buch erscheinen konnte.

## Das Motto
Diderot stellt seinem Dialog das Zitat „Vertumnis, quotquot sunt, natus iniquis“ aus den Satiren des Horaz voran. Frei übersetzt bedeutet das: „Geboren unter einem wankelmütigen Stern“.
Vertumnus war ein römischer Gott, der bei den Etruskern die Position einer obersten Gottheit besetzt hielt, der seit der Antikenrezeption der Renaissance eine Wandlung zu einem Gott der Jahreszeiten, des Wandels und des Zufalls erfahren hatte.

## Historischer Hintergrund
Rameaus Neffe, die titelgebende Hauptfigur, war der Neffe von Jean-Philippe Rameau. Jean-Philippe Rameau hatte vier Schwestern und fünf Brüder, darunter Claude Rameau (1690–1761), der Vater des Jean-François Rameau (1716–1777), „Rameaus Neffe“ im Dialog. Jean-François Rameau oder lui in Diderots Text, war ein mäßig erfolgreicher Musiker, der sich seinen Lebensunterhalt als ein durch Frankreich reisender Gesangs- und Klavierlehrer verdiente. Er soll ein unruhiger, unsozialer, ja ungestümer Zeitgenosse gewesen sein, aber nicht ohne ein gewisses Talent. Er wird in einer Pariser Polizeiakte vom 7. November 1748 mit folgender Bemerkung geführt:

« Le sieur Rameau, neveu du sieur Rameau de l’Académie Royale de musique, d’un caractère peu sociable et difficile à dompter, a insulté sur le théâtre de l’Opéra les directeurs. »

„Der Herr Rameau, Neffe des Herrn Rameau der Königlichen Musikakademie, von einem wenig sozialen schwierig zu bändigenden Charakter, hat am Theater der Oper die Direktoren beleidigt.“

Trotz der aktenkundigen und möglicherweise weiterer nicht dokumentierter Auffälligkeiten fand er ein zufriedenstellendes Auskommen durch seine zahlenden Musikschüler. Nachdem seine Frau und sein Kind verstorben waren, lebte er als Bohémien und schlug sich mit verschiedenen Tätigkeiten und Betteleien durch das Leben. Er soll in einem Hospital verstorben sein, sein Todesdatum ist nicht bekannt.

## Inhalt
Das Werk besteht aus einem Dialog zwischen zwei Personen, im Dialog genannt Er (Lui) und Ich (Moi).
Der „literarische“ Diderot oder moi begibt sich auf seiner abendlichen Promenade zum Palais Royal. Hier nun trifft er den ihm schon seit längerem bekannten Jean-François Rameau oder lui und lädt ihn nach kurzem Plaudern in das Café de la Régence ein. Es handelt sich um Jean-François Rameau, den Neffen des bekannten Komponisten Jean-Philippe Rameau. Mit diesem Bekannten, dem lui, wird er im Verlauf eine ausgedehnte Konversation führen. Von dieser Person fühlt sich das moi aber zugleich angezogen und abgestoßen. Denn der Neffe ist nicht nur ein Zyniker, der wortgewandt, gestenreich, charmant und ohne Schamgefühl seine parasitäre Existenz und Amoralität offenlegt und damit enthüllt, dass das inszenierte Maskenspiel der Niederträchtigkeit in der realen Gesellschaft sich auszahlt. So werden die Widersprüche zwischen bürgerlichen Tugenden und der realen Gesellschaft offenbart. Der „literarische“ Diderot oder moi, der zunächst aus einer Position moralischer Überlegenheit auftritt, wird von Rameaus Neffen immer mehr in Widersprüche verwickelt.
Aus dem zu Anfang noch heiteren Geplänkel, gewürzt mit Scherzen und Anekdoten, wird in der Folge ein zusehends ernstes Gespräch. Es führt letztlich zu moralischen, künstlerischen und philosophischen Grundfragen.
Rameau kritisiert den Kulturbetrieb, zeigt sich zugleich aber abhängig von demselben. Rameaus Neffe ist nur ein Pulcinella der reichen Gesellschaft, hält sich aber für ein verkanntes Genie.
Mit „Rameaus Neffe“ legt Diderot die Seele eines gescheiterten Künstlers offen: überheblich und maßlos in seiner Leidenschaft, ist er zugleich abhängig von der Gunst seiner Gönner. Dem verzweifelten Verächter der Gesellschaft steht mit dem feinsinnigen Ich-Erzähler ein Philosoph der Aufklärung gegenüber. Der illusionslosen Weltbetrachtung des Zynikers begegnet die aufklärerische Menschenliebe des Philosophen. In beiden Figuren können Gedanken Diderots gesehen werden. Diderot wählte gleichsam den Dialog als Gestaltungsform, um philosophische Gedankengänge und kulturkritische Überlegungen durchzuspielen.

## Figuren
Der Dialog ist ein Who’s Who des vorrevolutionären Paris: Aufklärer und Gegenaufklärer, Schauspieler, Musiker, Finanziers und Geistlichkeit.
Adélaïde-Louise-Pauline Hus, Schauspielerin an der Comédie-Française
Charles Palissot de Montenoy, französischer Dramatiker, Gegenspieler der Enzyklopädisten, insbesondere Diderots.
Jacques Rochette de La Morlière, Chevalier de la Morliére, (1719–1785) Literat, Stammgast im Café Procope und berüchtigter Intrigant
Claude Adrien Helvétius, Steuerpächter, Philosoph der Aufklärung
Claudine Alexandrine Guérin Marquise de Tencin, Salonnière
Egidio Duni, italienischer Opernkomponist, gilt als Begründer der Opéra comique
Élie Catherine Fréron, Publizist
Voltaire, gefeierter Philosoph der Französischen Aufklärung, den Diderot bewunderte, dem er aber aus dem Weg ging
Georges-Louis Leclerc, Comte de Buffon, französischer Naturforscher, Mitglied der Académie française
Giovanni Battista Pergolesi, italienischer Komponist
Hippolyte leris de la Tude, genannt Claire Josephe Clairon, Schauspielerin
Jean Calas, französischer Protestant, Opfer eines Justizmordes, durch den Einsatz Voltaires rehabilitiert
Jean Racine, Dramatiker
Jean-Baptiste le Rond d’Alembert, genannt D’A., französischer Mathematiker, Mitherausgeber der Enzyklopädie

Jean-Jacques Rousseau, Philosoph, langjähriger Freund Diderots
Jean-Philippe Rameau, Komponist

Montesquieu, Philosoph und Staatstheoretiker
Nicolas Corby und Pierre Moette (1721–1806), Leiter der Opéra comique bis 1762
Jeanne Antoinette Poisson Marquise de Pompadour Favoritin Ludwigs XV., protegierte die Enzyklopädisten
Philidor, Musiker, Stammgast im Café de la Régence, galt seinerzeit als weltbester Schachspieler

## Editionsgeschichte
Rameaus Neffe hat eine wechselvolle und verlustreiche Editionsgeschichte. Entstanden zwischen 1762 und 1774, blieb das Manuskript zu Diderots Lebzeiten ungedruckt und schien nach seinem Tod verschollen. Eine Abschrift war jedoch mit anderen Skripten nach St. Petersburg gelangt und befand sich zusammen mit der Bibliothek Diderots, die er bereits 1765 an die Zarin Katharina II. (Russland) verkauft und weiter als ihr angestellter Bibliothekar in Paris betreut hatte, in der Eremitage. Wahrscheinlich hatte Goethes Jugendfreund Friedrich Maximilian Klinger, damals hoher Amtsträger im Militär- und Erziehungswesen Russlands, das Manuskript dort entdeckt, heimlich eine Abschrift veranlasst, sich aber vergeblich um einen Verleger bemüht. Durch Vermittlung von Friedrich Schillers Studienfreund Wilhelm von Wolzogen kam das Manuskript nach Weimar, wo Schiller in dem Text den verschollen geglaubten Neffen erkannte, Goethe darauf aufmerksam machte und ihn dem Leipziger Buchhändler Göschen 1804 zum Druck anbot. Im gleichen Jahr begann Goethe mit der Übersetzung. 1805 kam das Buch in Leipzig heraus, ein ursprünglich vom Verleger geplanter Paralleldruck in französischer Sprache wurde nicht ausgeführt. Das Manuskript, aus dem Goethe übersetzt hat, ist seitdem verschwunden.
1821 übertrugen zwei französische Autoren, de Saur und Saint-Geniès, die Goethe-Übersetzung in
„ein überaus skrupelloses Französisch“ und verkauften es als Original.
Etwa zur gleichen Zeit erhielt der Verleger J. L. J. Brière von Diderots Tochter Mme de Vandeul eine Abschrift des Dialogs, der mit einigen Eingriffen und „Verballhornungen“ 1823 gedruckt wurde. Auch das dieser Ausgabe zugrunde liegende Manuskript ist verschwunden.
1890 fand Georges Monval, Bibliothekar an der Comédie-Française, bei einem der Bouquinisten am Seineufer in Paris ein Konvolut mit Schriften von Diderot, darunter auch ein eigenhändiges Manuskript des „Neveu de Rameau“. Das Konvolut kam aus dem Nachlass des Marquis de La Rochefoucauld-Liancourt (1747–1827), eines französischen Diplomaten, der mit Melchior Grimm befreundet gewesen war, und war verborgen in der Erotika-Sammlung des Marquis. Auf der Grundlage dieses eigenhändigen Manuskripts veröffentlichte Monval 1891 Diderots Text. Diese Fassung gilt heute als die authentische. Das Manuskript wird in der Pierpont Morgan Library in New York aufbewahrt.

## Rezeption
Bereits kurz nach Erscheinen von Goethes Übersetzung in Deutschland kommentiert Hegel Rameaus Neffe in seiner Phänomenologie des Geistes und setzte ihn dort in Zusammenhang zum Thema Herrschaft und Knechtschaft.
In seinem Essay Wahnsinn und Gesellschaft (Histoire de la folie à l’âge classique) kommentiert Michel Foucault ebenfalls Diderots Text, erkennt in dem Protagonisten eine Verknüpfung von Sinnlichkeit und Wahnsinn und liest ihn als Beleg für die „Nachtseite der Aufklärung“.
1861 erschien in der Zeitschrift Revue européenne unter dem Titel La fin d’un monde et du neveu de Rameau ein Text von Jules Janin, der Szenen und Themen aus Diderots Vorlage parodiert und den Janin selbst als literarische und stilistische Fingerübung wertete.
Thomas Bernhards Erzählung Wittgensteins Neffe spielt im Titel auf Diderots Text an.
Bernhards und Diderots Protagonisten sind beide historische Personen, die im Schatten ihres Onkels, einer Persönlichkeit von epochaler Bedeutung, stehen. Ebenfalls auf den Titel spielt Louis Aragons Le neveu de M. Duval (1953) an.
Friedrich Engels ordnet das Werk in Die Entwicklung des Sozialismus von der Utopie zur Wissenschaft in die „Meisterwerke der Dialektik“ ein.
Der rumänische Regisseur David Esrig schuf in den 1960er Jahren eine legendäre Inszenierung des Textes mit den beiden Darstellern Marin Moraru und Gheorghe Dinică.
1975 inszenierte und spielte Jacques Weber am Theater in St. Étienne den Dialog mit Jean-François Balmer als Spielpartner.
In ihrem Essay Rüpel und Rebell. Die Erfolgsgeschichte des Intellektuellen (2018) sieht Hannelore Schlaffer Rameaus Neffen als erste Gestalt der Figur des Intellektuellen.
2020 inszenierte Didier Bezace (1946–2020) den Dialog für das Theater mit Pierre Arditi (Diderot) und Bruno Abraham-Kremer (* 1958). Premiere des Stücks war am 22. Mai 2020 im Anthéa-Theater in Antibes, anschließend Tournee.

## Ausgaben
- Le Neveu de Rameau. Dialogue. Ouvrage posthume et inédit par Diderot. Paris: Delaunay 1821.

französische Erstausgabe als Rückübertragung von Goethes Übersetzung.
- Le Neveu de Rameau. Présentation, notes, chronologie et dossier de Jean-Philippe Marty, Paris: Flammarion 2005. (Étonnants classiques). ISBN 2-08-072218-2.

Kritische Ausgabe.
deutsche Übersetzungen und Bearbeitungen
- Rameaus Neffe. Ein Dialog. Aus dem Manuskript übersetzt u. mit Anmerkungen begleitet von Johann Wolfgang Goethe. Leipzig: Göschen 1805. Volltext

Mit e. Nachwort von Günter Metken. Stuttgart: Reclam 1967. Durchges. u. erw. Ausgabe 1984.
- Herrn Rameaus Neffe. Übers. von Otto Heinrich von Gemmingen. 1891. Neuausgabe Tredition Classics. 2012, ISBN 978-3-8472-4653-4.Volltext.
- Rameaus Neffe und Moralische Erzählungen. Übers. u. mit einem Nachwort vers. von Hans Hinterhäuser. Frankfurt am Main.: Ullstein 1967. (Diderot. Das erzählerische Gesamtwerk. Band 4. Ullstein Werkausgabe.) ISBN 3-548-37145-0.
- Rameaus Neffe. Übers. und für die Bühne bearb. von Tankred Dorst. Köln: Kiepenheuer & Witsch 1963.
- Rameaus Neffe. Fassung für die Volksbühne Berlin nach einer Übers. von Gustav Rohn. Berlin: Henschel-Verlag 1996. henschel-schauspiel.de (PDF; 314 kB)